# Saint-Marcory
Saint-Marcory is een gemeente in het Franse departement Dordogne (regio Nouvelle-Aquitaine) en telt 52 inwoners (2009). De plaats maakt deel uit van het arrondissement Bergerac.

## Geografie
De oppervlakte van Saint-Marcory bedraagt 4,8 km², de bevolkingsdichtheid is dus 10,8 inwoners per km².
De onderstaande kaart toont de ligging van Saint-Marcory met de belangrijkste infrastructuur en aangrenzende gemeenten.

## Demografie
Onderstaande figuur toont het verloop van het inwonertal (bron: INSEE-tellingen).